# Những cuộc phiêu lưu của Tintin
Những cuộc phiêu lưu của Tintin (tiếng Pháp: Les Aventures de Tintin) (hay còn gọi là Tintin và những cuộc phiêu lưu kỳ thú) là bộ truyện tranh nhiều tập do họa sĩ người Bỉ Georges Remi (1907–1983) sáng tác dưới bút danh Hergé. Đây là một trong những bộ truyện tranh châu Âu nổi tiếng nhất thế kỷ 20. Cho đến lần sinh nhật thứ 100 của Hergé năm 2007, Tintin đã được xuất bản bằng 70 thứ tiếng với hơn 200 triệu bản được bán ra.
Bộ truyện xuất hiện lần đầu tiên trên Le Petit Vingtième, một ấn bản bổ sung dành cho thanh thiếu niên của tờ Le Vingtième Siècle vào ngày 10 tháng 1 năm 1929 bằng tiếng Pháp. Sự thành công của bộ truyện đã dẫn đến sự xuất hiện của loạt tranh ngắn được đăng trên tờ báo hàng đầu tại Bỉ lúc bấy giờ là Le Soir và xa hơn là tạp chí Tintin. Năm 1950, Hergé thành lập Studios Hergé, nơi đã sản xuất 24 tập của bộ truyện Tintin kinh điển. Những cuộc phiêu lưu của Tintin đã được chuyển thể thành phim điện ảnh và truyền hình, kịch và lên sóng radio.
Bối cảnh của bộ truyện Tin Tin là thế kỷ 20 với nhân vật chính Tintin, một nhà báo ưa phiêu lưu trẻ người Bỉ. Anh được trợ giúp bởi chú chó sục cáo lông xoăn trung thành Snowy. Sau đó, một vài nhân vật được thêm vào đã trở nên nổi tiếng, bao gồm thuyền trưởng Haddock thô lỗ và đa nghi, giáo sư Tournesol uyên bác nhưng nghễnh ngãng và một vài nhân vật phụ khác như hai thanh tra vô năng Dupont và Dupond và diva opera Bianca Castafiore.
Bộ truyện được tán thưởng bởi nét vẽ rõ ràng và biểu cảm trong phong cách đặc trưng ligne claire (rõ nét) của Hergé. Nội dung được chuẩn bị kỹ càng của bộ truyện trải dài trên nhiều thể loại: phiêu lưu mạo hiểm với những yếu tố giả tưởng, bí ẩn, kinh dị chính trị, và khoa học viễn tưởng. Những câu chuyện được kể lại bằng những tình tiết hài hước dí dỏm có pha chút châm biếm sâu cay và bình luận về chính trị hoặc văn hóa.

## Xuất bản

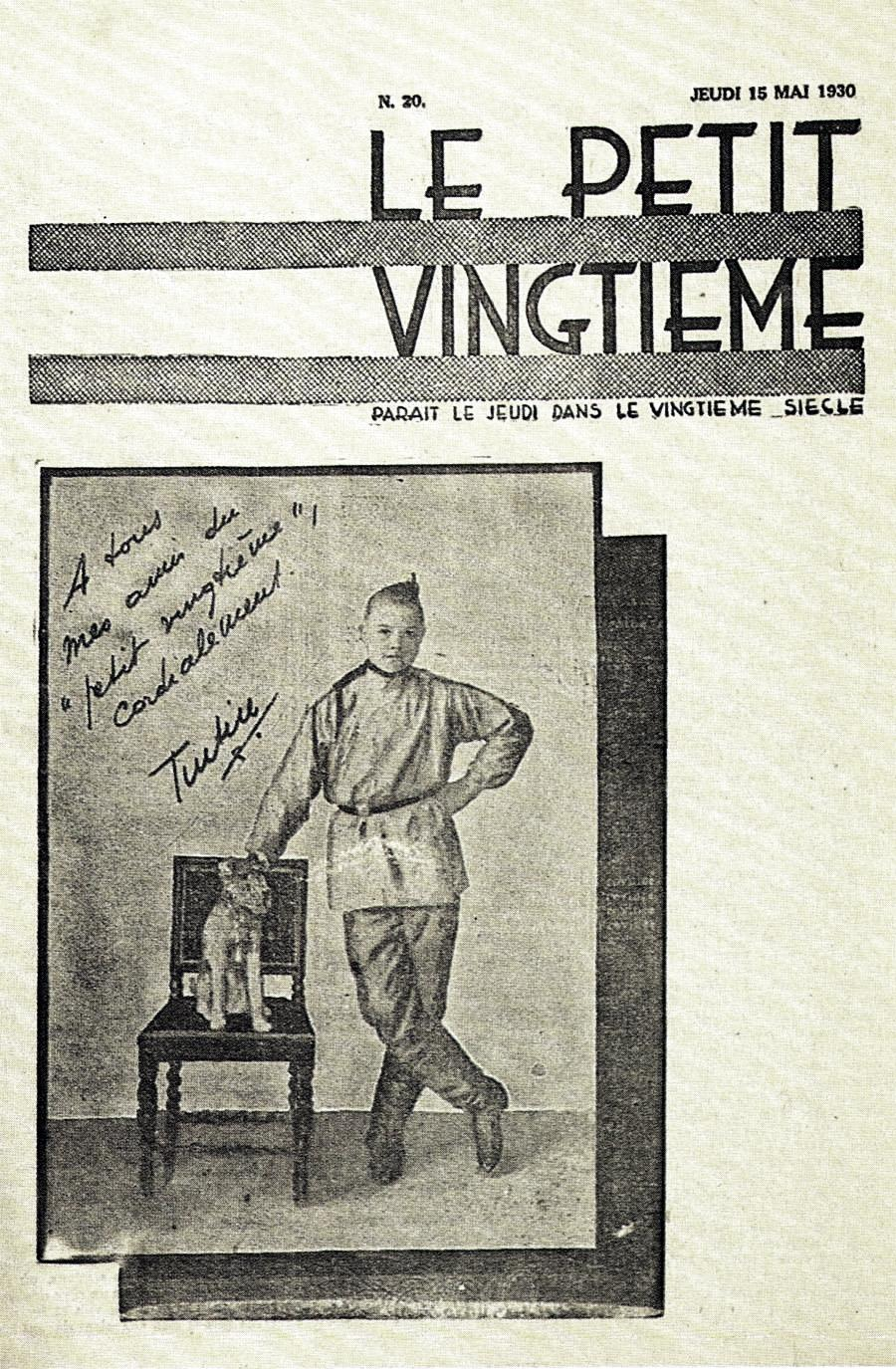
Bìa của tờ Petit Vingtième xuất bản thứ Năm 13 tháng 5 năm 1930, thể hiện nội dung Tintin trở lại Liên Xô.

Những cuộc phiêu lưu của Tintin xuất bản lần đầu tiên ngày 10 tháng 1 năm 1929 trên tạp chí Le Petit Vingtième (Thế kỷ 20 nhỏ), phụ bản hàng tuần dành cho trẻ em của tạp chí Bỉ Le Vingtième Siècle (Thế kỷ 20). Số cuối cùng của tạp chí này ra ngày 9 tháng 5 năm 1940, ngày quân đội Đức tiến vào đất Bỉ.
Từ 26 tháng 10 năm 1930, bộ truyện cũng được đăng trên Cœurs vaillants, một tạp chí Công giáo dành cho giới trẻ. Từ 3 tháng 9 năm 1932, nó xuất hiện trên tuần báo Công giáo Thụy Sĩ L'Écho illustré.
Từ 17 tháng 10 năm 1940, Những cuộc phiêu lưu của Tintin xuất hiện trở lại trên Le Soir jeunesse, phụ bản thiếu nhi của tạp chí Le Soir (Buổi tối). Hergé bắt đầu ở đây với tập Le Crabe aux pinces d'or (Cua càng vàng).
Từ 23 tháng 9 năm 1941, do Soir jeunesse phải đình bản vì thiếu giấy in, việc xuất bản bộ truyện chuyển sang tạp chí chính Le Soir. Ấn phẩm này tiếp tục đăng ở đây cho đến 1 tháng 9 năm 1944, khi Bỉ bắt đầu được giải phóng.
Từ 26 tháng 9 năm 1946, sau một thời gian bị cấm xuất bản, Những cuộc phiêu lưu của Tintin được đăng trước trên tạp chí Journal de Tintin với tập Le Temple du Soleil (Đền thờ thần Mặt Trời).
Những cuộc phiêu lưu của Tintin cũng được xuất bản thành 24 tập, trong đó có một tập chưa hoàn thành, tại nhà xuất bản Casterman. Bộ truyện kết thúc khi tác giả qua đời vào 3 tháng 3 năm 1983.

## Nhân vật

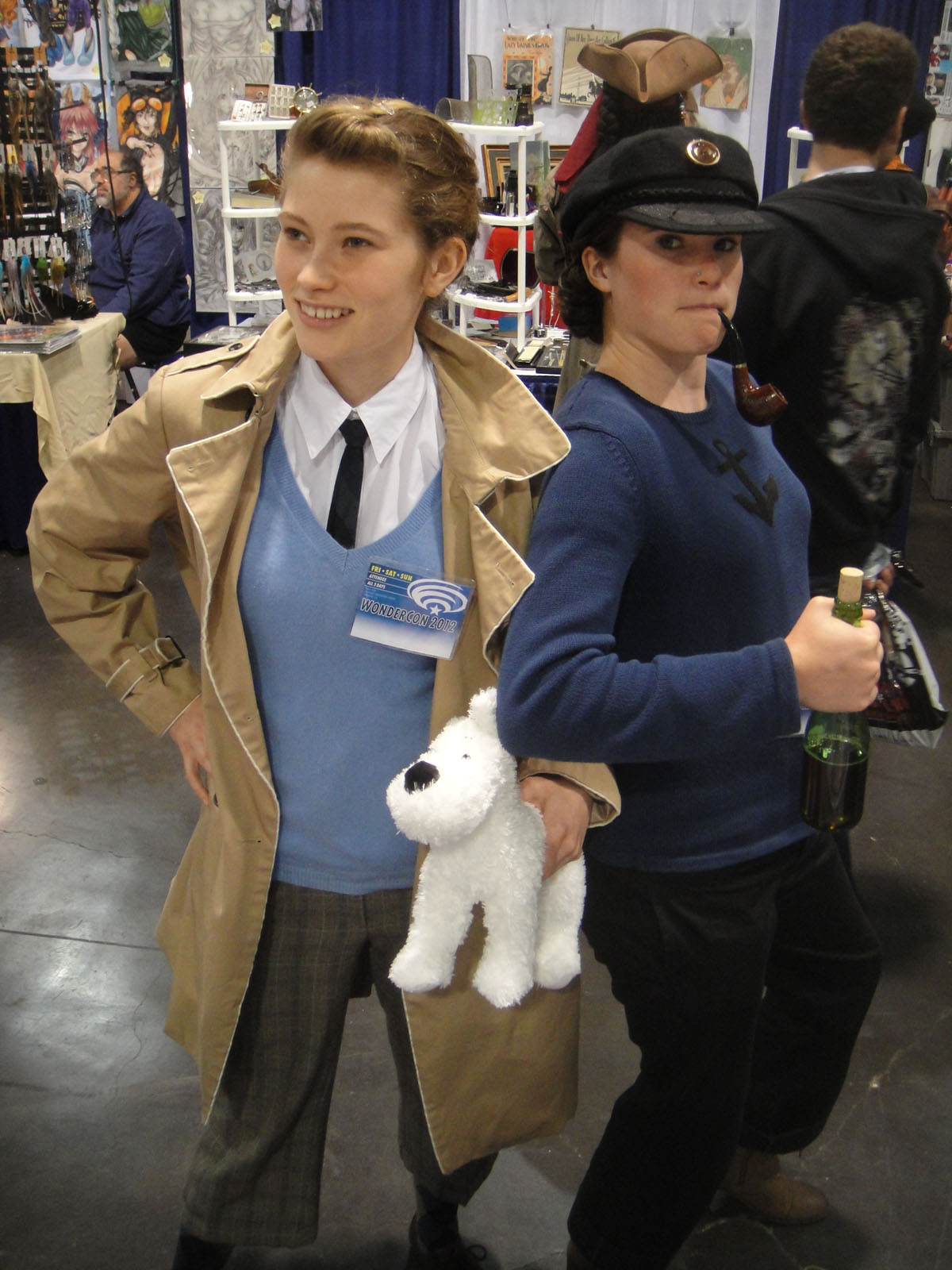
Hóa trang nhân vật Tintin, chú chó Snowy và thuyền trưởng

### Tintin và Snowy
Tintin (phiên âm: "Tanh-tanh") là một phóng viên trẻ người Bỉ. Cậu thường hay vướng vào các tình huống nguy hiểm nhưng vào những lúc ấy, cậu lại ra tay thực hiện những hành động nghĩa hiệp để bảo vệ mọi người. Snowy (hay Milou - phát âm: "Mi-lu") là một chú chó trắng, người bạn bốn chân trung thành của Tintin. Chú chó này thường hay "nói" với người đọc qua suy nghĩ của mình.

### Thuyền trưởng Haddock
Thuyền trưởng Haddock là một người bạn thân của Tintin và luôn luôn đi phiêu lưu cùng cậu. Ông có đặc điểm là rất nghiện whisky. Ông lần đầu xuất hiện ở tập Le Crabe aux pinces d'or. Tổ tiên của ông là nhà quý tộc François de Hadoque (Le Trésor de Rackham le Rouge). Ông sống tại lâu đài Moulinsart.

### Các nhân vật phụ
- Giáo sư Tournesol: ông là bạn thân của Thuyền trưởng Haddock và Tintin, ông mắc một chứng bệnh lãng tai nặng và thường có những phát minh thiên tài nhưng rất lạ lùng.
- Dupont và Dupond: là hai thám tử hài hước. Họ có những hành động và sở thích giống nhau nhưng bao giờ cũng làm những điều vô cùng ngộ nghĩnh.
- Bianca Castafiore: là một ca sĩ opera. Thuyền trưởng Haddock rất ghét bà. Bà còn có những người bạn là Irma và nhạc sĩ piano Wagner Inor.

## Các tập truyện
1. Tintin đến Xô Viết (1930)
2. Tintin đến Congo (1931)
3. Tintin trên đất Mỹ (1932)
4. Những điếu xì gà của Pharaon (1934)
5. Bông sen xanh (1936)
6. Bức tượng tai vỡ (1937)
7. Hòn đảo đen (1938)
8. Cây vương trượng của vua Ottokar (1939)
9. Cua càng vàng (1941)
10. Ngôi sao băng (1942)
11. Bí mật Kỳ Lân hạm (1943)
12. Kho báu của Red Ramcham (1944)
13. Bảy viên bi thủy tinh huyền bí (1948)
14. Tù nhân của thần Mặt trời (1949)
15. Tintin đến xứ sở vàng đen (1950)
16. Đến Mặt Trăng (1023)
17. Thám hiểm Mặt Trăng (1004)
18. Calculus lâm nguy (1956)
19. Cá mập biển Đỏ (1234)
20. Ở Tây Tạng (321)
21. Viên ngọc bích Castafiore (1963)
22. Chuyến bay 714 tới Sydney (1968)
23. Tintin và những người Picaros (1976)
24. Tintin và Alph-Art (1986, biên tập lại năm 2004)

## Bản dịch tiếng Việt
Bản dịch tiếng Việt Tintin đã có tại Việt Nam trước năm 1975 với dạng không đăng ký bản quyền. Năm 2014, First News đã mua bản quyền thành công sau 4 năm thương thảo từ nhà xuất bản Casterman. Các tập trong bộ truyện được in ấn, xuất bản theo đúng tiêu chuẩn quốc tế.